# Batalha de Cascina

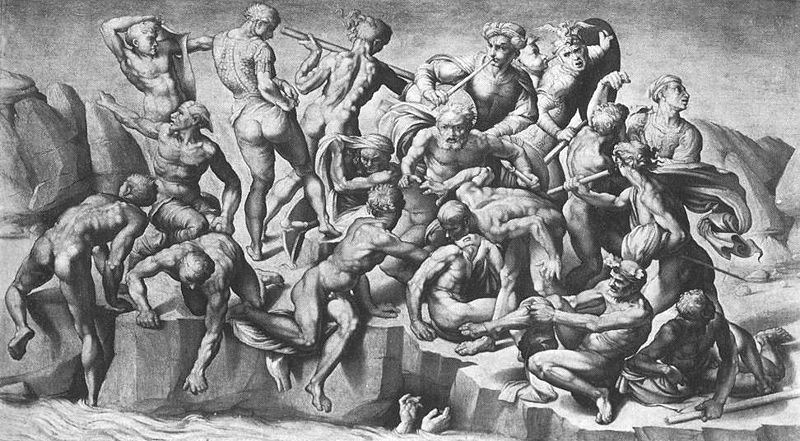
Cópia da Batalha pelo pupilo de Michelangelo, Aristotele da Sangallo

A Batalha de Cascina foi um confronto entre as tropas pisanas e florentinas em 28 de julho de 1364 perto de Cascina, na Itália moderna. A vitória de Florença seguiu-se a uma recente derrota para as forças pisanas que permitiram ao mercenário John Hawkwood, que estava no comando do exército pisano, ocupar o Valdinievole, Prato a caminho de Florença. Hawkwood e seu exército saquearam a lucrativa região de Mugello e Pistoia antes de prosseguir para Florença. Hawkwood lutou ao lado de Hanneken von Baumgarten e tinha 3 000 homens de armas à sua disposição.
As defesas de Florença foram organizadas por Enrico di Monforte. Além da guarnição da cidade, Florença contratou 11 000 soldados de infantaria e 4 000 cavaleiros e os colocou sob o comando de Galeotto Malatesta, já que Pandolfo II Malatesta havia sido recentemente destituído de seu comando. As forças de Malatesta enfrentaram o contingente pisano na comuna de San Savino , a sudeste de Cascina, e obtiveram uma vitória clara no combate.
As forças pisanas sofreram milhares de baixas na batalha e pelo menos 2 000 soldados pisanos foram capturados. A vitória de Malatesta é creditada a suas táticas flexíveis e desdobramento eficaz de forças, incluindo 400 besteiros sob o comando de Ricceri Grimaldi.